# Narty (Gmina Iłów)
Pour les articles homonymes, voir Narty.
Narty  [ˈnartɨ] est un village polonais de la gmina d'Iłów dans le powiat de Sochaczew et dans la voïvodie de Mazovie.